# La Ferté-en-Ouche
La Ferté-en-Ouche è un comune francese di 3 234 abitanti nel dipartimento dell'Orne, in Normandia. È stato istituito il 1º gennaio 2016 con la fusione dei comuni soppressi di Anceins, Bocquencé, Couvains, La Ferté-Frênel, Gauville, Glos-la-Ferrière, Heugon, Monnai, Saint-Nicolas-des-Laitiers e Villers-en-Ouche.